# Humphrey Littleton
Humphrey Littleton (eller Lyttelton, även kallad "Red Humphrey"), förmodligen född innan 1576, död 7 april 1606, var en engelsman som avrättades för sin inblandning i krutkonspirationen. Littleton var en av åtta söner till Sir John Lyttelton, som dog den 15 februari 1590. En av Littletons storebröder hette George och var far till Stephen Littleton, som även han var inblandad i konspirationen. Humphrey Littleton var alltså farbror till Stephen och de två var inte kusiner, vilket det felaktigt nämns i vissa källor. Humphrey Littleton var också besläktad med John Littleton, som 1601 var med i Robert Devereux, 2:e earl av Essexs uppror mot Elisabet I av England. Humphrey Littleton och John Littleton har benämnts som bröder, men mer troligt är att de var kusiner.
Littleton kände inte till mycket om krutkonspirationen i förväg utan han trodde istället att Robert Catesby (ledaren för konspirationen) värvade personer till en armé för att strida i Flandern; Catesby ska även ha erbjudit att göra en av Littletons utomäktenskapliga söner till sin page. Efter att konspirationen hade misslyckats den 5 november 1605 flydde inte Littleton tillsammans med de övriga konspiratörerna till Holbeche House utan han mötte istället upp Stephen Littleton och Robert Wintour efter att de hade flytt från Holbeche House. Den 9 januari 1606 arresterades Stephen och Wintour. De hade då tillbringat två månader på flyende fot där de gömde sig i lador och hus och vid ett tillfälle var de tvungna att spärra in en berusad tjuvjägare som hade upptäckt deras gömställe. De avslöjades till slut i Humphrey Littletons hem i Hagley sedan en kock vid namn John Finwood hade informerat myndigheterna om deras tillhåll. Humphrey Littleton, som hade lyckats fly från sitt hem i Hagley, arresterades senare i Prestwood, Staffordshire.
Littleton avslöjade nu att jesuiten Edward Oldcorne (som också var efterlyst) gömde sig i Hendlip House, en upplysning som ledde till att flera jesuiter arresterades. Vid rättegången som hölls mot Littleton beklagade han sig över att han hade förrått sina vänner och han sade att han förtjänade att dö för detta. Han avrättades den 7 april 1606 i Red Hill, Worcester genom avrättningsmetoden hängning, dragning och fyrdelning.